# Neißewasserüberleitung
Die Neißewasserüberleitung ist ein Projekt der Lausitzer und Mitteldeutschen Bergbau-Verwaltungsgesellschaft mbH (LMBV). Zur Flutung der Lausitzer Tagebauseen im Lausitzer Seenland erfolgte im April 2006 die Inbetriebnahme der Wasserüberleitung. Von Steinbach an der Lausitzer Neiße wird durch ein Pumpwerk und mittels einer rund 11 km langen Druckrohrleitung aus Stahl (Nenndurchmesser 1.400 mm) das Neißewasser zum Neugraben gefördert. Über ihn gelangt es in den Weißen Schöps, der über den Schwarzen Schöps in die Spree mündet. Die Überleitungskapazität liegt bei maximal 2 m³/s.
Südlich von Spremberg kann das Spreewasser durch das Pumpwerk Spreewitz in den Oberen Landgraben gefördert werden, der unter anderem die Verbindung zu den Tagebauseen Partwitzer See und Sedlitzer See herstellt.